# Казімеж Гроховський
Казімеж Гроховський (26 січня 1873, с. Кохавине, нині в межах селища Гніздичів Львівської області, Україна — 12 березня 1937, м. Харбін) — польський геолог, етнограф, археолог, дослідник Східного Сибіру, Маньчжурії та Монголії.

## Біографія
Казімеж відвідував середню школу у Львові, Яслі, а потім у Кракові, де отримав диплом про середню освіту.
Послідовно займався розробкою гірничих робіт у Віденському університеті, гірничодобувних академіях у Леобені, Пржибрамі та Фрайберзі. У 1901 році йому було присвоєно звання гірського інженера.
Після закінчення навчання знайшов роботу на Донбасі, куди поїхав працювати на посаді директора вугільної шахти. 1906 року залишився працювати на Далекому Сході як геолог у компаніях, що шукають золото. У період 1906—1911 рр. він провів кілька десятків експедицій, спочатку в районі Уссурійського і Амурського басейнів, потім на Сахаліні та Якутії. За цей час він відкрив ряд родовищ золота, вугілля, міді та срібла. У той же час він зібрав численні спостереження та етнографічні і археологічні експонати, які потім передавали музеям у Кракові, Львові та Харбіні.
1914 р. став директором монгольського відділення великої російської золотоносної компанії і жив у Внутрішній Монголії (сьогодні частина Маньчжурії). У 1915 році пішов у відставку з роботи в компанії та купив у монгольського уряду концесію на родовища гірських масивів біля річки Халхин-Гол, де незабаром відкрив завод з переробки солі та соди. У 1917 році він був учасником та одним з лідерів дослідницької експедиції Седергольма в Тиві. З 1920 р. жив у Харбіні, де він став викладачем, потім директором польської гімназії ім. Генрика Сенкевича в Харбіні та редактором ряду польських газет, друкованих у Маньчжурії.
Провів великі археологічні дослідження в Маньчжурії, досліджуючи руїни колишніх корейських міст-держав Пуйо (Fuyu) і Бохай (Bohai). Опублікував свідчення в наукових журналах Харбіна та популярних наукових журналах у Польщі. У 1934—1936 роках перебував у Польщі, працюючи на видобутку вугілля в Катовицях. 1936 року він прийняв посаду директора золотої шахти на Філіппінах, але під час його подорожей на Філіппіни помер у Маньчжурії.